# Dannebrog (1850)
Dannebrog – duński żaglowy okręt liniowy z połowy XIX wieku, przebudowany na fregatę pancerną. Ukończony w tym charakterze w 1864 roku jako pierwszy okręt pancerny duńskiej budowy. Służył do 1897 roku.

## Budowa

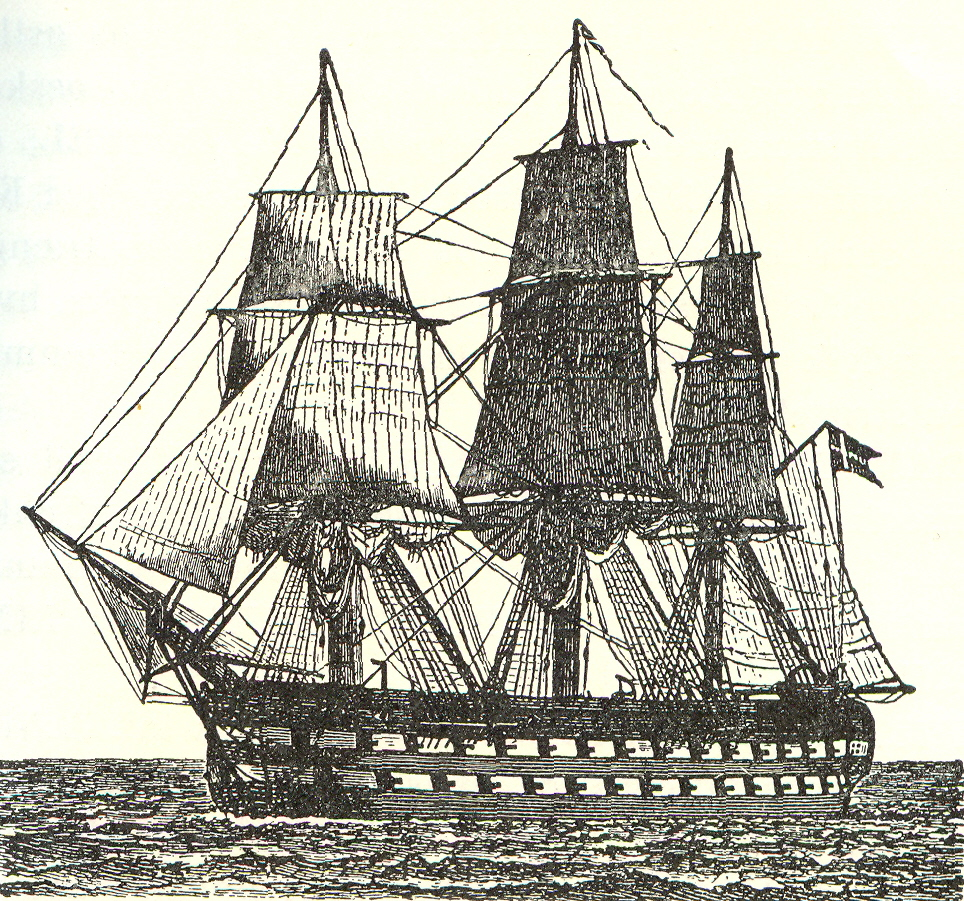
„Dannebrog” w pierwotnej postaci

„Dannebrog” został zbudowany jako drewniany żaglowy dwupokładowy okręt liniowy klasy 74-działowej w Stoczni Marynarki (Orlogsværftet) w Kopenhadze. Otrzymał nazwę oznaczającą flagę Danii. Stępkę pod jego budowę położono w kwietniu 1848 roku, wodowano go we wrześniu 1850 roku, a wszedł do służby w Królewskiej Duńskiej Marynarce Wojennej w 1856 roku. Był najsilniejszym okrętem duńskiej floty w tym czasie. Jego uzbrojenie stanowiły 72 działa odprzodowe o wagomiarze 30 funtów  w baterii burtowej.
W związku z narastającym konfliktem z Prusami o Szlezwik oraz pojawieniem się w marynarkach świata pierwszych okrętów pancernych, zdecydowano przebudować „Dannebrog” na fregatę pancerną. Prace rozpoczęto w Kopenhadze w maju 1862 i zakończono w marcu 1864 roku. Ścięto górny pokład bateryjny, a burty wraz z główną baterią opancerzono płytami kutego żelaza grubości 114 mm (4,5 cala). Zamontowano ponadto maszynę parową własnej produkcji. Rozwijała ona moc indykowaną 1150 KM i pozwalała na osiąganie prędkości 9 węzłów.
Wyporność normalna po przebudowie wynosiła 3057 ton angielskich, długość między pionami wynosiła 56,50 m, szerokość 16,30 m, a zanurzenie 6,76 m.
Uzbrojenie po przebudowie początkowo stanowiło 16 duńskich dział gwintowanych odprzodowych 60-funtowych kalibru 152 mm w baterii burtowej. Później został przezbrojony w 12 dział kalibru 203 mm i cztery kalibru 152 mm.

## Służba
„Dannebrog” po przebudowie na fregatę pancerną wszedł do służby w trakcie II wojny o Szlezwik w kwietniu 1864 roku, ale nie odegrał w niej większej roli. Był pierwszym okrętem pancernym zamówionym dla marynarki duńskiej i pierwszym zbudowanym w Danii, lecz do służby wszedł jako drugi po zbudowanym w Wielkiej Brytanii monitorze „Rolf Krake”.
Pozostał w czynnej służbie do 1875 roku. Został wycofany ostatecznie w 1897 roku.